# 河越高重
河越 高重（かわごえ たかしげ）は鎌倉時代末期から南北朝時代の武蔵国の国人。武蔵河越氏当主。河越貞重の子。河越直重の父。河越館主。

## 生涯
北条氏得宗家当主・鎌倉幕府第14代執権・北条高時より偏諱を受けて高重と名乗る。
元弘3年（1333年）、幕府の西国討伐軍として従軍していた父・貞重が近江で自刃すると、幕府方から転向して上野国の新田義貞の挙兵に加わった。入間川を越え小手指原（埼玉県所沢市小手指町付近）に達した新田軍には武蔵七党もこれに加わり、数十万という大軍にふくれあがった。
5月11日小手指原の戦い、5月12日久米川の戦い、5月16日分倍河原の戦いで桜田貞国・北条泰家率いる幕府軍に勝利し、5月22日、鎌倉幕府は新田軍によって滅亡した（東勝寺合戦）。
その後は、鎌倉の留守居として派遣された足利直義に従った。